# 异度神剑3
《异度神剑3》是由Monolith Soft开发，任天堂发行的电子角色扮演游戏，游戏于2022年7月29日在任天堂Switch平台发售。本作為異度神劍系列的第四部作品。

## 玩法
角色在战斗中的职责可分为攻击者、防卫者、治疗者三类。和同伴角色以合理的站位形成合作阵型（例如让防卫者在前方吸引敌人攻击，治疗者则在防卫者后方为其治疗，而攻击者从敌人侧面寻找破绽攻击）的话，将能更有利地进行战斗。不同的战斗职责下分有多种职业，每种职业能使用的战技也不同。角色在与同伴角色加深关系后也可以转职成其他职业。除了六名可由玩家控制的角色外，还会有被称为英雄的不可控制第七人角色加入队伍帮助玩家战斗。
如果在战斗中按顺序使用特定战技即可发动连击，对敌人造成巨大伤害。玩家还能与同伴一起发动总攻击，连续施放战技。主角一行人可通过融合变身为衔尾蛇，在一定时间内使用专属的衔尾蛇战技。

## 剧情概要

### 設定與角色
在互相争斗的两大军事国家“科维斯”与“安格努斯”，国民从出生起就注定要互相残杀。这些国民的寿命是十年，他们的最高荣誉就是在战场上存活下来，顺利走到生命的尽头，然后在女王面前接受“成人仪式”。然而大多数人都会在战场上失去生命，他们的灵魂会化为粒子，乘着“送行者”演奏的旋律飞往天空的另一边。
遊戲有6名主角，是分屬兩國的少年少女。諾亞、蘭茲和優妮來自科维斯，彌央、聖奈和泰恩來自安格努斯。其中故事中心角色諾亞和彌央都是送行者。

### 情节
在与隶属于安格努斯军的一个殖民地的战斗中取得胜利后，科维斯士兵诺亚、兰兹和优妮，以及他们的诺彭族支援者里克，被派去执行一项特殊的任务——拦截一艘神秘的飞艇。然而，当他们到达该地区时，遇到了由弥央、圣奈和泰恩组成的安格努斯小队，以及他们的诺彭族支援者玛娜娜。正当双方交战之时，飞艇上唯一的幸存者蓋爾尼卡‧范戴姆介入并阻止了战斗，声称他知道他们「真正的敌人」。然而，「执政官D」突然出现并击伤了盖尔尼卡——执政官是科维斯和安格努斯之间的战争的背后操控者。D同时也是名为「梅比乌斯」的强大存在，他袭击了诺亚和弥央的队伍，迫使盖尔尼卡激活了他运输的「衔尾蛇之石」，并给诺亚和弥央的队伍提供了变身为「衔尾蛇」的力量。D被迫撤退，受了重伤的盖尔尼卡指示六人前往位于大剑耸立的大地的「都市」，在那里他们可以找到答案。
在意识到执政官已经命令科维斯和安格努斯追捕他们后，诺亚和弥央的队伍被迫摒弃前嫌，一同前往大剑耸立的大地。在前往大剑的路上，诺亚用里克给他的名为「幸运七」的剑破坏了沿途殖民地的「命火之钟」，将殖民地从命火之钟的束缚中解放出来。科维斯女王用歼灭者（一种建在科维斯主堡中的大规模杀伤性武器）袭击了队伍，并威胁要用它来摧毁被解放的殖民地，这迫使队伍绕道前往科维斯主堡。在主堡里，他们摧毁了歼灭者，并发现科维斯和安格努斯的士兵实际上是被迫互相厮杀的克隆人。然后他们遇到了「执政官N」——一个与诺亚相貌相同的人，以及科维斯的女王——《異度神劍》中的梅莉亚·悠古。他们打败了梅莉亚，发现她是机器人伪装的冒牌货。
逃出主堡后，一行人遇到了由盖尔尼卡的女儿莫妮卡领导的组织「失落编号」。莫妮卡带领他们来到「都市」，那里居住着拥有正常寿命的人类，他们也在与梅比乌斯对抗。莫妮卡解释说，科维斯和安格努斯之间的战争是由梅比乌斯策划的，这样他们就可以从战场的厮杀中收获生命能量，然后用重生的克隆人代替损失的人，重复这个循环。科维斯和安格努斯的真正女王创造了衔尾蛇之石以对抗梅比乌斯，之后躲藏了起来。随后，莫妮卡让大家去安格努斯主堡下方的监狱，并救出一位叫刚度的士兵，她知道女王们的藏身之处。一行人在监狱里见到了刚度，她实际上是莫妮卡的女儿。众人随后准备越狱，但遭到了N和他的同伴「执政官M」的伏击，执政官M是一个与弥央相貌相同的女人；一行人落败并且被俘，只有刚度逃脱了。众人被带到安格努斯主堡处死，诺亚在那里通过N的记忆了解到，N和M重生了无数次都没能阻止梅比乌斯，导致N接受了与梅比乌斯的领导人Z的交易，让M复活并与她共度永恒；诺亚和弥央是N和M的转世。
随后可以了解到，M用她的能力与弥央交换了身体，以自己的生命为代价救了弥央。一行人击退了N，摧毁了冒充安格努斯女王的机器人，然后唤醒了真正的女王，即《异度神剑2》中的尼娅。D伏击了他们并击伤了尼娅，但众人在随后的战斗中将他消灭。尼娅醒来后解释说，在过去，《异度神剑》和《异度神剑2》的世界是某个世界一分为二后形成的两个平行宇宙，但二者不可避免地会重新合并在一起。合并过程可能会摧毁两个世界上的所有生命。为了避免这种情况，尼娅和梅莉亚在两个宇宙中合作创造了「始源」。始源是方舟，它储存了两个世界的所有数据和记忆，一旦宇宙合并，就会重建这些数据。然而，为了达成自己的目的，Z抓住了梅莉亚并夺取了始源，创造了目前的世界。在尼娅的帮助下，一行人进入了始源，打败了N，解救了梅莉亚。众人与Z本人对质——Z是对未来的恐惧和对留在「无尽的现在」的渴望的具象体现。留在诺亚和弥央体内的N和M，以精神体的形式出现，并牺牲自己来永久地消灭Z。
随着始源的重新启动，诺亚和一行人决定继续进行两个世界的重建工作。然而，这需要将科维斯和安格努斯的人们分开，回到各自的世界。科维斯和安格努斯的队员们互相道别，弥央和诺亚在两个世界分离前互相亲吻，但承诺有一天会重聚。梅莉亚深情地看着修尔克的蒙纳多·R·EX，而尼娅则与花重逢并看着她与朋友们的照片。
字幕后片段中，就在两个宇宙合并和重建之后，诺亚、兰兹、优妮和约兰在他们的世界中重生。四人结伴去看烟花表演，但诺亚听到了弥央的长笛声，并决定跟随音乐而去。此时一群鸽子飞过，诺亚随之消失。

## 开发与发售
《异度神剑3》的总监和前作同为高桥哲哉，角色设计和音乐的负责人也基本相同。
本作于2022年2月的任天堂直面会上正式公布，并计划于同年9月发售。但是在同年4月，任天堂宣布将本作提前至7月29日发售；但限定收藏版依旧计划于9月发售。
於2023年4月26日，發布劇情DLC《嶄新的未來》。

### 音乐
与系列先前的序号作一样，本作的原声带由光田康典、清田爱未、ACE（工藤友利和CHiCO）和平松建治创作。曾参与《异度神剑2》的编曲工作的Mariam Abounnasr也加入了本作的作曲团队。为了创造一种前所未有的声音，Monolith Soft请人制作了不同尺寸的定制篠笛，并将其调至与游戏中的篠笛相似的音阶。光田为游戏创作的第一首曲子是主旋律《被葬送之命》（おくられる命）。高桥事先告诉光田，要将诺亚与弥央的两种旋律融合成一首乐曲，而光田似乎认为从头开始制作笛子并自由选择音阶会更易于表现。

## 反响
据评分汇总网站Metacritic統計，《異度神劍3》獲得「總體好評」。
媒體對遊戲的支綫任務表示稱讚。評論認爲支綫任務數量丰富，許多支綫任務內容充實，可以補足角色形象和世界觀。Polygon稱「每个故事都讲述了一段艾欧尼翁上的人生。这也让我更加心系这片大地和它的居民。」但評論批評一些任務缺乏新意、屬於湊數。IGN稱「有一个部分让你在当卧底的时候干一堆琐碎杂物，另一个部分让你跑遍整个世界到处搜集金属，导致我经常觉得自己的时间没有得到尊重」。

### 销量
根据任天堂财报：截至2023年3月31日，《异度神剑3》已售出186万份。

### 奖项
| 年份 | 獎項                   | 獲提名           | 結果 | 來源          |
| ---- | ---------------------- | ---------------- | ---- | ------------- |
| 2022 | 金搖桿獎               | 終極年度遊戲     | 提名 | [ 23 ] [ 24 ] |
| 2022 | 金搖桿獎               | 最佳音效         | 提名 | [ 23 ] [ 24 ] |
| 2022 | 金搖桿獎               | 最佳任天堂遊戲   | 提名 | [ 23 ] [ 24 ] |
| 2022 | 遊戲大獎               | 年度遊戲         | 提名 | [ 25 ]        |
| 2022 | 遊戲大獎               | 最佳配乐/音乐    | 提名 | [ 25 ]        |
| 2022 | 遊戲大獎               | 最佳角色扮演游戏 | 提名 | [ 25 ]        |
| 2023 | Fami通電擊遊戲大獎2022 | 最佳劇本         | 提名 | [ 26 ]        |
| 2023 | Fami通電擊遊戲大獎2022 | 最佳音樂         | 提名 | [ 26 ]        |
| 2023 | Fami通電擊遊戲大獎2022 | 最佳聲優         | 提名 | [ 26 ]        |
| 2023 | Fami通電擊遊戲大獎2022 | 最佳RPG          | 獲獎 | [ 26 ]        |